# Ammoselinum butleri
Ammoselinum butleri är en flockblommig växtart som först beskrevs av Georg George Engelmann och Sereno Watson, och fick sitt nu gällande namn av John Merle Coulter och Joseph Nelson Rose. Ammoselinum butleri ingår i släktet Ammoselinum och familjen flockblommiga växter. Inga underarter finns listade i Catalogue of Life.